# Guillermo Cano Isaza
Guillermo Cano Isaza (Bogotà, 12 agosto 1925 – Bogotà, 17 dicembre 1986) è stato un giornalista colombiano, direttore del quotidiano El Espectador.
Morì assassinato mentre usciva dalla sede dell'Espectador il 17 dicembre 1986: a costargli la vita furono i suoi articoli al vetriolo contro il Cartello di Medellín e in particolare contro Pablo Escobar.

## Biografia
Figlio di Gabriel Cano Isaza e Luce, fu direttore del giornale El Espectador dal 17 settembre 1952. Nel 1972, fu inviato speciale per le Olimpiadi di Monaco e scrisse diverse note su quello che successe con l'organizzazione Settembre Nero. Nel 1980 gli è stato conferito il premio Simon Bolivar per la sua vita dedicata al giornalismo. Nel 1986 ha ricevuto il Premio Nazionale di Giornalismo CPB per la sua rubrica Note book, che si distingueva per la varietà tematica, che andava dai ricordi di personaggi della vita nazionale, a commenti critici sui problemi del Paese. Sebbene questo premio, Cano firmò sua sentenza di morte, dall'agosto 1983 quando Cano insieme all'allora ministro dalla giustizia Rodrigo Lara Bonilla decisero di denunciare al boss narcotrafficante e allora membro della camera dei rappresentanti Pablo Escobar: Cano denunciò che Escobar veniva arrestato per narcotraffico nel 1976 e denunciò anche che Escobar ordinò il duplice omicidio dei poliziotti che gli arrestarono nel 1976. Escobar, umiliato, fece ammazzare Lara Bonilla nel 1984 e anche Cano.

### L'assassinio
Il 17 dicembre 1986 l'allora direttore Guillermo Cano Isaza fu ucciso davanti agli uffici del giornale da sicari ingaggiati dal boss del narcotraffico Pablo Escobar, in seguito alla pubblicazione di articoli contro Escobar e altri baroni della droga colombiani. Cano lasciò la sede alle 19.00 circa sulla sua auto, una Subaru Leone Wagon rossa targata AG 5000, e dopo una curva un sicario gli sparò al petto 8 proiettili, uccidendolo, e fuggì su un motociclo targato FAX84. Cano aveva 61 anni, ed era giornalista da 44; per il suo omicidio ancora non ci sono condannati. Il giorno seguente il giornale uscì con il titolo Seguimos adelante ("Proseguiamo").
2 giorni dopo la sua uccisione, per la prima volta nella storia colombiana, tutti i mezzi di comunicazione seguirono 24 ore di silenzio in onore a Cano Isaza, ribadendo l'importanza della libertà di stampa e chiedendo giustizia per il giornalista e per tutte le vittime. Nella stessa giornata i giornalisti scesero nelle piazze e si raggrupparono in marce organizzate, vestiti a lutto; solamente a Bogotà si contarono 10.000 partecipanti.
Il 2 settembre 1989 la sede del quotidiano subì un attentato del Cartello di Medellín; gli ordigni piazzati dall'organizzazione esplosero alle 6:30 del mattino, sventrando il tetto dell'edificio, distruggendo l'entrata principale e impedendo così l'uscita del giornale. La bomba era contenuta in un furgone parcheggiato davanti all'entrata pochi minuti prima della detonazione; lo stesso giorno sei uomini armati irruppero in una casa a Islas del Rosario, nei pressi di Cartagena de Indias, incendiando la casa dove la famiglia di Cano usava trascorrere le vacanze estive.

### Il premio internazionale Guillermo Cano World Press Freedom
A partire dal 1997, l'UNESCO ha deciso di intitolare a Cano il World Press Freedom Prize che la stessa Organizzazione delle Nazioni Unite per l'Educazione, la Scienza e la Cultura conferisce ogni anno ad una persona, organizzazione o istituzione che ha dato un significativo contributo alla difesa della libertà di stampa. Nessun italiano ha mai vinto il premio, ma ben due giornaliste hanno fatto parte della giuria composta da sei membri: Giuliana Sgrena dal 2009 al 2011 e Marilù Mastrogiovanni dal 2019.